# Hòn đảo sai số
Hòn đảo sai số (tiếng Nga: Остров ошибок, Ô-xtrốp ô-xơ-bốc) là một phim hoạt hình thuộc thể loại phiêu lưu - giả tưởng dành cho trẻ em của Điện ảnh Soviet.

## Nội dung
Cậu bé Kolya Sopokin bị rất nhiều điểm kém. Hai con thiên nga "điểm 2" tới tìm cậu và đưa tới một hòn đảo kỳ lạ. Đây là hòn đảo sai số - những phép toán bị tính sai của cậu bé đều hóa thành sự thật, như: đàn thỏ con bị tách rời khỏi mẹ, con bò và con ngựa bị chập một, hai đoàn tàu hỏa húc nhau và nước trong cái giếng bị tràn...
Cậu bé buộc phải sửa lại những phép tính để mọi thứ trở lại bình thường và từ đấy, cậu nhận được bài học sâu sắc để khắc phục bản tính cẩu thả của mình.

## Ê-kíp
| Vai trò           | Tên |
| ----------------- | --- |
| Đạo diễn          | Valentina Brumberg, Zinaida Brumberg |
| Biên kịch         | Nikolai Erdman, Mikhail Volpin |
| Giám đốc sản xuất | Viktor Nikitin, [[::ru::Николаев, Игорь Иосифович\|Igor Nikolayev]], Grigory Kozlov |
| Họa sĩ            | А.Durakov, Ye.Tannenberg, I.Troyanova, О.Gemmerling |
| Họa sĩ thiết kế   | Nikolai Fedorov, Konstantin Chikin, Dmitry Belov, V.Ryabchilov, [[::ru::Подгорский, Игорь Владимирович\|Igor Podgorsky]], Roman Davydov, Gennady Novozhilov, Lidya Reztsova                 |
| Điều hành         | Yelena Petrova |
| Âm nhạc           | Anatoly Aleksandrov |
| Âm thanh          | Nikolai Prilutsky |
| Lồng tiếng        | Olga Androvskaya, Sofia Garrel, [[::ru::Бирман, Серафима Германовна\|Serafima Birman]], G.Novozhilova, Vladimir Gribkov, Vera Bendina, Lilya Gritsenko, P.Bryansky, Ye.Mores, Irina Gosheva |
| Dựng phim         | Valentina Ivanova |